# Claudio Marchisio
Claudio Marchisio (Torino, 1986, január 19. –) korábbi olasz válogatott labdarúgó.
2006-ban mutatkozott be a Zebrák első csapatában a Martina ellen 3-0-ra megnyert kupamérkőzésen. A bajnokságban a Serie B-ben játszott SSC Napoli elleni találkozón volt először a kezdőcsapat tagja. A 2006-07-es bajnokság egyik felfedezettjeként biztos tagja volt Didier Deschamps csapatának. A Juventus feljutását követően kölcsönadták az Empolinak. Visszatértét követően a kezdőcsapat tagja volt a Juventus Artmedia Bratislava elleni BL selejtezőjén és a bajnokság első fordulójában is a Fiorentina ellen.
Tagja az olasz utánpótlás válogatottnak, és egyik kulcsembere volt a 2008-as touloni utánpótlástornát megnyerő csapatnak. Részt vett a 2008-as olimpián is, ám sérülése miatt csak egy meccsen léphetett pályára: Honduras ellen Sebastian Giovinco cseréjeként. Felesége a városi rivális FC Torino szurkolója, két gyerekük van.
2018-ban az orosz Zenit csapatához igazolt, ahol egy szezont töltött el. 2019 nyarától csapat nélkül volt, végül októberben bejelentette visszavonulását.

## Sikerei, díjai

### Klub
- Juventus
  - Serie A: 2011–12, 2012–13, 2013–14, 2014–15, 2015–16, 2016–17, 2017–18
  - Serie B: 2006–07
  - Olasz labdarúgókupa: 2014–15, 2015–16, 2016–17, 2017–18
  - Olasz labdarúgó-szuperkupa: 2012, 2013, 2015

- Zenyit
  - Premjer-Liga: 2018–19

### Válogatott
- Olaszország U21
  - Touloni Ifjúsági Torna: 2008